# Les Blues Brothers (film)
Cet article concerne le film de John Landis. Pour le groupe, voir The Blues Brothers.
Série
Blues Brothers 2000
(1998)
Pour plus de détails, voir Fiche technique et Distribution.
Les Blues Brothers ou Les Frères Blues au Québec (The Blues Brothers) est un film américain réalisé par John Landis, sorti en 1980.
Il met en scène John Belushi et Dan Aykroyd dans les rôles-titres de « Joliet » Jake et Elwood Blues, personnages emblématiques du sketch musical The Blues Brothers de l'émission télévisée Saturday Night Live diffusée sur NBC.
De nombreux chanteurs vedettes tels que James Brown, Cab Calloway, Aretha Franklin, Ray Charles et John Lee Hooker interprètent dans le film des chansons de rhythm and blues, soul et blues.
Le film se déroule à Chicago et ses environs, avec de nombreuses interventions d'autres acteurs, par exemple John Candy, Carrie Fisher, Charles Napier, Henry Gibson et de personnalités du cinéma, comme Frank Oz, Steven Spielberg ou John Landis lui-même.
En raison de son succès, le film est devenu un film culte des années 1980.

## Synopsis
Les frères « Joliet » Jake et Elwood Blues sont deux délinquants stoïques, imperturbables, flegmatiques et drôles, reconnaissables à leur look caractéristique composé d'un chapeau noir, d'un costume noir, de lunettes noires et de chaussettes blanches. Ils se retrouvent lorsque Jake, incarcéré pour vol à main armée, est libéré de la prison de Joliet dans l'Illinois sous la responsabilité d'Elwood. Ils apprennent alors que l'orphelinat catholique où ils ont été élevés est surendetté et va être rasé. La seule solution est de payer les arriérés de taxes foncières au bureau administratif des impôts de Chicago dans un délai de onze jours.
Les frères Blues partent en « mission pour le Seigneur » et décident de reconstituer leur ancien groupe de musique, The Blues Brothers, pour repartir en tournée et ainsi récolter honnêtement la somme de 5 000 $ nécessaire à la survie de l'orphelinat. Leur conduite insouciante dans leur vieille voiture de police, la Bluesmobile (Dodge Monaco 1974), attire rapidement l'attention de la police de l'Illinois.

Prison de Joliet.

Leur tournée musicale est pleine de titres fameux de la musique populaire américaine mais également de péripéties. Jake et Elwood se font de nombreux ennemis, dont le parti nazi américain, le propriétaire d'un bar country, une équipe de chanteurs country, la police de Chicago, très vite secondée par celles de tout l'État de l'Illinois, auxquelles s'ajoutent les forces d'interventions spéciales, l'armée. Régulièrement, une mystérieuse femme, qui se trouve finalement être l'ancienne fiancée de Jake — furieuse d'avoir été abandonnée le jour de son mariage
 — tente de l'assassiner pour se venger par tous les moyens possibles, dont un bazooka, un lance-flammes ou un fusil d'assaut M16.

## Fiche technique
Sauf indication contraire, les informations mentionnées dans cette section peuvent être confirmées par les bases de données cinématographiques IMDb et Allociné,  présentes dans la section « Liens externes ».
- Titre original : The Blues Brothers
- Titre français : Les Blues Brothers
- Titre québécois : Les Frères Blues[1]
- Réalisation : John Landis
- Scénario : Dan Aykroyd et John Landis
- Musique : Elmer Bernstein
  - Montage musical : John Strauss
- Direction artistique : Henry Larrecq
- Décors : John J. Lloyd
- Costumes : Deborah Nadoolman
- Maquillage : Layne Britton
- Coiffure : Ronald W. Smith et Julia L. Walker
- Photographie : Stephen M. Katz
- Son : Robert Glass, Robert Knudson, Don MacDougall, William B. Kaplan et Scott D. Smith
- Montage : George Folsey Jr.
- Production : Robert K. Weiss
  - Production déléguée : Bernie Brillstein
  - Production associée : George Folsey Jr. et David Sosna
- Société de production : Universal Pictures
- Sociétés de distribution : Universal Pictures (États-Unis et Suisse[3]) ; CIC, Splendor Films et Mac Mahon Distribution (France)
- Budget : 27 millions de $[4]
- Pays de production :  États-Unis
- Langue originale : anglais
- Format : couleur (Technicolor) - 35 mm - 1,85:1 (Panavision) - son stéréo 4 pistes magnétiques / mono optique / DTS (DTS: X)
- Genre : comédie, musical, action, aventures, policier
- Durée : 133 minutes ; 148 minutes (version longue aux États-Unis)
- Dates de sortie[5] :
  - États-Unis : 20 juin 1980 (sortie nationale) ; 18 avril 2015 (Dallas International Film Festival)
  - Canada (Québec) : 20 juin 1980 (sortie nationale)[1] ; 7 février 2011 (Digital Film Festival)
  - France : 7 novembre 1980 (sortie nationale) ; 14 février 2001 (ressortie) ; 18 novembre 2015 (ressortie - version restaurée) ; 12 octobre 2021 (Festival international du film de La Roche-sur-Yon)
  - Suisse romande : 24 novembre 1980 (sortie nationale)[6] ; 20 juillet 2021 (Festival international de films de Fribourg)
- Classification :
  - États-Unis : interdit aux moins de 17 ans (R – Restricted)[N 2]
  - France : tous publics[7]
  - Québec : tous publics (G - General Rating)[1]
  - Belgique : tous publics (Alle Leeftijden)[8]

## Distribution

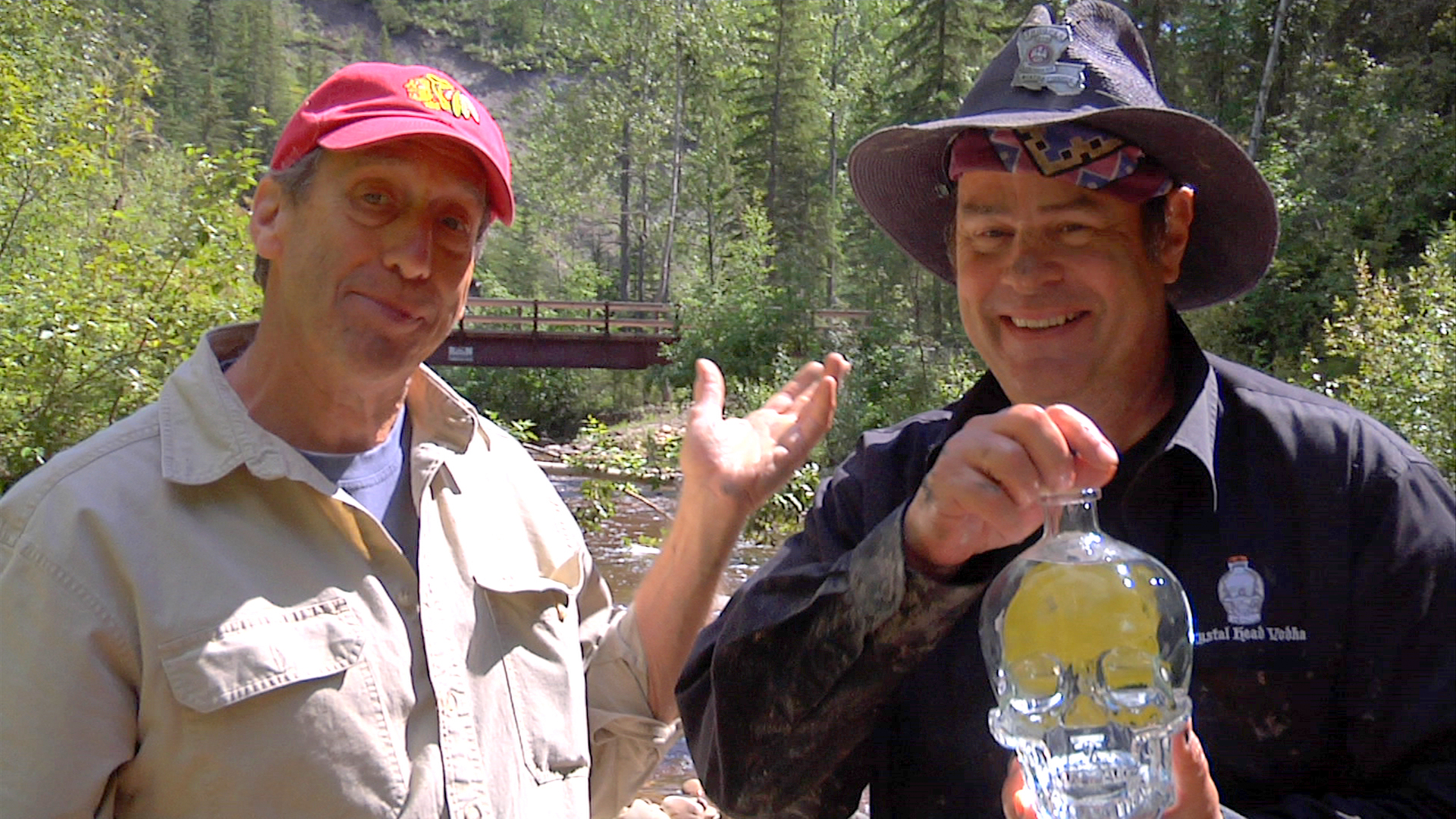
Dan Aykroyd (à droite) en 2011.

### Personnages principaux
- John Belushi (VF : Jacques Dynam) : « Joliet » Jake Blues
- Dan Aykroyd (VF : Patrick Préjean) : Elwood Blues
- James Brown (VF : Sady Rebbot) : le révérend Cleophus James
- Cab Calloway (VF : Georges Aminel) : Curtis
- Ray Charles (VF : Robert Liensol) : Ray
- Aretha Franklin (VF : Marie-Christine Darah) : Mme Murphy, la femme de Matt et propriétaire du « Soul Food Café »

### The Blues Brothers
- Steve Cropper (VF : Julien Thomast) « le Colonel » (guitare)
- Donald Dunn (VF : Mario Santini) « le Canard » (basse)
- Murphy Dunne (VF : René Roussel) « Murph » (piano)
- Willie Hall (en) (VF : Greg Germain) « l'Armoire à glace » (batterie)
- Tom Malone « la Girafe » (trombone et saxophone ténor)
- Lou Marini (VF : Julien Thomast) « Blue Lou » (saxophone alto)
- Matt Murphy « Guitar » (guitare rythmique)
- Alan Rubin (VF : Claude Nicot) « Mr Fabulous » (trompette)

### Personnages secondaires
- Stephen Bishop : le policier qui casse sa montre lors de la poursuite dans le centre commercial
- John Candy (VF : Pierre Garin) : Burton Mercer, l'officier probatoire de Jake Blues
- Steven Williams (VF : Emmanuel Gomès Dekset) : l'officier Mount
- Armand Cerami (VF : Pierre Fromont) : le policier Daniel
- Carrie Fisher (VF : Michèle Bardollet)  : la femme mystérieuse au bazooka (l'ex de Jake)
- Kathleen Freeman (VF : Paule Emanuele) : Sœur Mary Stigmata (« la Pingouine »)
- Henry Gibson : le chef du parti nazi de l'Illinois
- Walter Horton : Tampa Pete, l'harmoniciste sur Boom Boom
- Luther 'Guitar Jr.' Johnson : le guitariste sur Boom Boom
- Calvin "Fuzz" Jones (en) : le bassiste sur Boom Boom
- Chaka Khan : la soliste du chœur gospel de l'église
- Michael Klenfner (VF : Georges Atlas) : le président de Clarion Records
- Steve Lawrence : Maury Sline
- John Lee Hooker : Street Slim
- John Landis : un policier lors de la poursuite dans le centre commercial
- Jeff Morris (VF : Raymond Loyer) : Bob, le patron du Bob's Country Bunker
- Charles Napier (VF : Jacques Berthier) : Tucker McElroy, le leader des Good Ol' Boys
- Frank Oz (VF : Jean Chevalier) : l'officier à la prison chargé des effets personnels des prisonniers
- Pinetop Perkins : Luther Jackson, le pianiste sur Boom Boom
- Lou Perryman : un homme au Bob's Country Bunker
- Ben Piazza (VF : Philippe Dumat) : le père à la table voisine
- Paul Reubens : le serveur de Chez Paul
- Willie "Big Eyes" Smith (en) : le batteur sur Boom Boom
- Steven Spielberg (VF : Jacques Ruisseau) : le receveur des impôts
- Twiggy (VF : Martine Messager) : la femme à la Jaguar
- Joe Walsh : le détenu qui saute sur la table lors de la scène finale
- De'voreaux White : l'enfant qui tente de voler une guitare dans le magasin de Ray

### Non crédités
- James Avery : un homme dansant devant le magasin de Ray
- Trina Parks : une danseuse en robe et chapeau rose à l'église
- Raven De La Croix : une femme dans la foule au concert
- Mister T. (VF : Patrick Messe) : un gars dans la rue

## Production

### Genèse et développement
John Belushi et Dan Aykroyd créent les personnages de « Joliet » Jake et Elwood Blues pour l'émission télévisée humoristique Saturday Night Live diffusée sur NBC. Le nom « The Blues Brothers » est une idée de Howard Shore.
John Belushi devient une véritable star dès 1978 en raison du succès du groupe musical Blues Brothers et du film American College de John Landis. Il décide avec Dan Aykroyd de faire un film sur les Blues Brothers. Universal Pictures coiffe au poteau Paramount Pictures pour décrocher le projet. La réalisation est proposée à John Landis.
Alors qu'un budget est validé par Universal, aucun script n'est alors écrit. Le studio propose 12 millions alors que le réalisateur et les acteurs demandent 20 millions. Mais il est impossible de fixer le budget sans script. Mitch Glazer refuse la proposition de Dan Aykroyd, qui décide alors de l'écrire seul. L'acteur n'a cependant aucune expérience pour cet exercice. Dans le documentaire Stories Behind the Making of The Blues Brothers (1998), il explique qu'il a écrit un énorme volume décrivant les personnages, leurs origines et comment les membres du groupe seraient recrutés. Cette ébauche fait 324 pages, soit environ trois fois plus qu'un scénario standard, ressemble davantage à des vers libres. L'écrit est alors intitulé The Return of the Blues Brothers et crédité à 'Scriptatron GL-9000'. John Landis est ensuite chargé d'éditer et organiser tout cela sous la forme d'un scénario utilisable. Cela lui prend environ deux semaines.

### Attribution des rôles
À l'origine, le pianiste membre du Blues Brothers Band était Paul Shaffer mais, à la suite d'un souci de contrat, il est remplacé par Murphy Dunne pour le film. En revanche, Shaffer aura l'occasion d'apparaître dans la suite, Blues Brothers 2000, en 1998. Les origines des deux frères sont développées par Dan Aykroyd en collaboration avec Ron Gwynne (crédité comme story consultant au générique du film). Comme inscrit dans le livret du premier album des Blues Brothers, Briefcase Full of Blues (1978), les frères Blues ont grandi en orphelinat où ils apprennent le blues auprès d'un concierge nommé Curtis.
C'est John Landis lui-même qui interprète l'agent conduisant la deuxième voiture de police poursuivant les Blues Brothers dans le centre commercial, celle qui finira par faire un tonneau et se retrouver le châssis en l'air.
Steven Spielberg fait une apparition dans le rôle de l'employé aux lunettes, qui affiche sur son bureau « retour dans 5 minutes ».

### Tournage
Le tournage a lieu entre juillet et octobre 1979. Il se déroule principalement à Chicago (rivière Calumet, Downtown Chicago, Richard J. Daley Center, South Deering, Chicago Lawn, Hyde Park, South Side, hôtel de ville, Loop) et dans plusieurs villes de l'Illinois (West Chicago, Joliet et sa prison, Danville, Cicero, Harvey, Park Ridge, Wauconda et Waukegan). Des scènes sont également tournées à Milwaukee dans le Wisconsin, Los Angeles (Hollywood Palladium, Griffith Park) dans les Universal Studios en Californie.
Pour simuler la chute de la voiture du leader nazi (après avoir franchi le bout de la voie d'autoroute inachevée), la production a utilisé un hélicoptère qui a largué une voiture en plein ciel. Après l'accord de la Federal Aviation Administration, l'hélicoptère a ainsi pu larguer la Ford Pinto de 1977.

## Bande originale
1. She Caught the Katy (Taj Mahal, Rachell) – 4:10
  - The Blues Brothers avec Jake Blues au chant
2. Peter Gunn Theme (Mancini) – 3:46
  - The Blues Brothers Band
3. Gimme Some Lovin' (S. Winwood, M. Winwood, Davis) – 3:06
  - The Blues Brothers avec Jake Blues au chant
4. Shake a Tail Feather (Hayes, Williams, Rice) – 2:48
  - Ray Charles et les Blues Brothers (Jake and Elwood, backing vocals)
5. Everybody Needs Somebody to Love (Wexler, Berns, Burke) – 3:21
  - The Blues Brothers (Jake Blues, chant; Elwood Blues, harmonica et chant)
6. The Old Landmark (Brunner) – 2:56
  - James Brown et le Rev. James Cleveland Choir (chœurs additionnels par Chaka Khan crédité dans le film)
7. Think (White, Franklin) – 3:13
  - Aretha Franklin et les Blues Brothers avec Brenda Corbett, Margaret Branch and Carolyn Franklin (véritable sœur d'Aretha) et Jake et Elwood dans les chœurs
8. Theme from Rawhide (Tiomkin) – 2:37
  - Elwood et Jake et le Blues Brothers Band
9. Minnie the Moocher (Calloway, Mills) – 3:23
  - Cab Calloway avec le Blues Brothers Band
10. Sweet Home Chicago (Robert Johnson) – 7:48
  - Dédié au musicien Magic Sam
11. Jailhouse Rock (Leiber, Stoller) – 3:19
  - Jake Blues et les Blues Brothers (durant le générique, des couplets sont interprétés par James Brown, Cab Calloway, Ray Charles, Aretha Franklin, etc.)

Autres chansons présentes dans le film
- Somebody Loan Me a Dime - de et par Fenton Robinson
- Shake Your Money Maker – de et par Elmore James
- Soothe Me/Hold On, I'm Comin' (Sam Cooke/Isaac Hayes/David Porter) - par Sam & Dave
- I Can't Turn You Loose (Otis Redding) - The Blues Brothers band
- Let the Good Times Roll – de et par Louis Jordan
- Anema e Core – de et par Ezio Pinza
- Quando quando quando – de et par Murph and the MagicTones
- Just the Way You Are (Billy Joel) - ?
- Die Romantiker (Joseph Lanner) - ?
- Boom Boom – de et par John Lee Hooker
- Mama Lawdy/Boogie Chillen' – de et par John Lee Hooker
- Your Cheatin' Heart (Hank Williams) - par Kitty Wells
- Stand By Your Man (Tammy Wynette/Billy Sherrill) - The Blues Brothers
- I'm Walkin' – de et par Fats Domino
- Chevauchée des Walkyries (Richard Wagner) - par l'Orchestre symphonique de Pittsburgh
- The Girl from Ipanema (Antônio Carlos Jobim) - Scène de l'ascenseur au Daley Center de Chicago ; elle a été parodiée en 2011 dans l'épisode 4-05 de la série Castle (avec une version différente du même morceau).

## Accueil

### Accueil critique
Le film reçoit des critiques globalement positives. Sur l'agrégateur américain Rotten Tomatoes, il récolte 73% d'opinions favorables pour 89 critiques et une note moyenne de 7,60⁄10. Sur Metacritic, il obtient une note moyenne de 60⁄100 pour 12 critiques.

### Box-office
Le film est un succès mondial. Produit pour environ 27 millions de dollars, il récolte plus de 115 millions au box-office mondial.
| Pays ou région    | Box-office        | Date d'arrêt du box-office | Nombre de semaines |
| ----------------- | ----------------- | -------------------------- | ------------------ |
| États-Unis Canada | 57 229 890 $      |                            |                    |
| France            | 2 470 323 entrées | -                          | -                  |
| Total mondial     | 115 229 890 $     | -                          | -                  |

## Distinctions
Source : Internet Movie Database et Allociné

### Récompense
- Motion Picture Sound Editors 1981 : Golden Reel Award des meilleurs effets sonores et bruitages dans un film

### Nomination
- Turkish Film Critics Association (SIYAD) Awards 1984 : meilleur film étranger (4e place)

### Sélection
- Festival du cinéma américain de Deauville 1980 : premières - hors compétition pour John Landis[19]

### Conservation
En 2020, le film est sélectionné par le National Film Preservation Board pour conservation au National Film Registry de la Bibliothèque du Congrès, en raison de son apport « culturel, historique ou esthétique » à la culture américaine.

## Autour du film

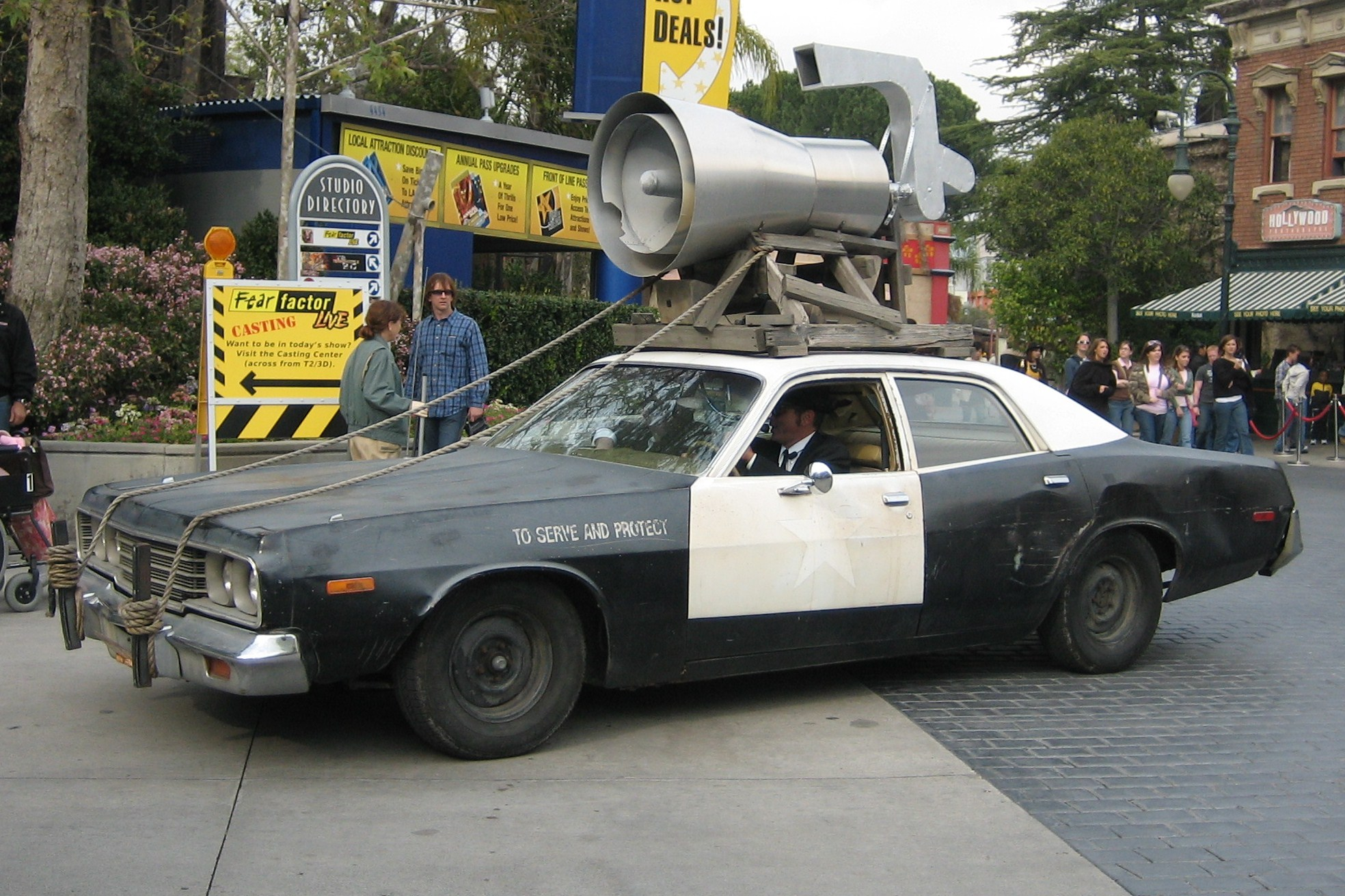
Bluesmobile (ici une réplique, basée sur une Dodge Coronet de 1977, alors que le véhicule original est une Dodge Monaco), 1974.

### Tenue vestimentaire des Blues Brothers

Les frères Blues

L'allure d'Elwood et Jake Blues a fait l'objet d'un soin particulier par la costumière du film, Deborah Nadoolman Landis. Elle a été inspirée par les acteurs eux-mêmes lorsqu’ils interprétaient les personnages dans le Saturday Night Live. Ils avaient alors l’habitude de s’habiller avec n’importe quel vêtement du moment que c’était un costume, une cravate, des vieilles lunettes et un chapeau noir avec une chemise et des chaussettes blanches. Pour le film, Deborah Nadoolman Landis devait les rendre plus soignés. Les comparant aux Laurel et Hardy du blues, elle a pris le parti de souligner leur physionomie, verticale pour Elwood-Dan Aykroyd, l’inverse pour Jake-John Belushi.
Dan Aykroyd et John Belushi se produisaient avec un chapeau de forme fédora, mais dans le film, les Blues Brothers étant catholiques, il ne fallait pas que le chapeau suggère celui des juifs orthodoxes. La costumière a choisi des chapeaux de forme fédora à bords étroits – dits trilby, fabriqués en feutre noir sur mesure par le chapelier Dog’s Hatmaker dans l’Ohio.
La costumière souhaitait des lunettes Ray-Ban Wayfarer noires, un modèle des années 1950 qui n’était plus fabriqué à l’époque du tournage. Mais contrairement à ce qu’explique Deborah Nadoolman Landis dans ses interviews, seul Jake en porte, et elles ne sont pas noires. Dan Aykroyd porte une autre ancienne marque américaine de lunettes, identifiées comme étant des Styl-Rite Optical et équipées de verres correcteurs fumés (Dan Aykroyd est myope). Il est probable que ces lunettes aient été des modèles personnels de l'acteur, car Dan Aykroyd porte cette même monture, mais avec des verres correcteurs clairs lors de photographies de groupe prises pendant le tournage du film SOS Fantômes en 1984[réf. nécessaire]. L’équipe responsable des costumes avait ratissé les boutiques de la région pour acheter deux douzaines de paires de lunettes, mais John Belushi ne cessait de les distribuer à ses fans ou de les perdre. On lui avait même donné le surnom de « Black hole » (trou noir) sur le tournage en raison de sa propension à faire disparaître ses lunettes. Finalement, ce sont des Ray-Ban Wayfarer « tortoise » (en carapace de tortue, donc de couleur marron foncé), que Jake porte.
Les montres sont récurrentes dans le film. Dès le début, le gardien de prison rend à Jake une « Timex digitale cassée », et à diverses reprises dans le film, les policiers se plaignent d'avoir cassé leur montre. Elwood porte une montre de la marque Mitron ou Armitron, affichage numérique à led rouge, boîtier doré, cadran rond et bracelet souple doré à l’or blanc, à mailles rectangulaires larges. Jake porte une Timex, affichage numérique à led rouge, boîtier doré, cadran rond et bracelet souple doré à mailles rectangulaires larges.

### Version alternative
Il existe une version longue alternative du film d'une durée de 142 minutes et disponible dans l'édition DVD 25e anniversaire, sortie en 2005. Elle comporte des séquences musicales rallongées, ce qui permet d'entendre certaines chansons dans leur intégralité, et quelques nouvelles scènes parmi lesquelles :
- Devant l'église Triple Rock, Elwood explique à son frère qu'effectivement, ils doivent trouver un moyen de gagner l'argent nécessaire au paiement des impôts de l'orphelinat de manière honnête. Ils doivent alors se racheter et pour cela, aller à l'église. Jake se moque de lui.
- Jake et Elwood rangent leur voiture dans un local sous un transformateur qui sert de garage à leur Bluesmobile, et situé dans une ruelle, juste avant d'arriver à l'hôtel où réside Elwood.
- Peu avant de partir à la recherche des musiciens du groupe, Elwood se rend à l'entreprise où il a travaillé durant la peine de Jake et présente sa démission à son patron en prétendant vouloir devenir prêtre (une vocation que, par ailleurs, Dan Aykroyd a souhaité suivre lorsqu'il était enfant). Cette société fabrique des bombes de colle forte, ce qui explique l'origine de celle qu'Elwood utilise pour appliquer sur la pédale d'accélérateur du camion des Good Ole Boys.
- À la fin du film, après avoir collé la pédale du camion, Elwood injecte du gaz dans les pneus des voitures de police (durant un couplet de « Mini the moocher »). Après le concert lorsque les Blues Brothers fuient, les voitures de police se foncent les unes dans les autres, leurs pneus éclatant à cause du gaz qui chauffe.

### Suite
En 1998, Blues Brothers 2000 sort sur les écrans. Il n'atteint pas le succès du premier opus. On y trouve John Goodman ou encore Blues Traveler, B. B. King, Erykah Badu, Junior Wells, Taj Mahal, Lonnie Brooks, James Brown, Eric Clapton, Steve Winwood, Paul Shaffer, Koko Taylor, Bo Diddley, Isaac Hayes, Dr. John, Lou Rawls, Jimmie Vaughan, Wilson Pickett ou encore Jonny Lang.

### Postérité et record
La phrase « The svastika is calling you » (« La svastika vous appelle »), dans la version originale du film hurlée au mégaphone par le personnage du chef du parti nazi de l'Illinois (interprété par Henry Gibson) lors de la scène du pont, fut utilisée en 1989 par le groupe de thrash metal américain Nuclear Assault à la fin de leur chanson Torture Tactics (sur l'album Handle With Care), qui constitue une caricature du nazisme.
Le 19 juin 2010, le Vatican reconnaît la dimension catholique de la mission de Jake et Elwood Blues.
Le film détient le record mondial des carambolages de voitures. Il est question de 13 Bluesmobiles et de 30 à 60 voitures de police détruites durant le tournage. Jusqu'à la sortie de G.I. Joe en 2009, le film détient le record du plus grand nombre de véhicules détruits (parodiant la course poursuite du film French Connection) et de destructions diverses (dont un centre commercial désaffecté, reprenant du service à l'occasion du tournage),.

### Jeux vidéo
La société Titus Software se base sur le scénario du film pour réaliser le jeu vidéo de plate-forme The Blues Brothers, sorti en 1991. Titus Software réalise un deuxième jeu de plate-forme The Blues Brothers: Jukebox Adventure (1993).
L'univers du jeu Driver 2 sorti en 2000, et particulièrement la partie se jouant à Chicago dans les années 1970, rappelle clairement le film par l'ambiance du gameplay et certaines scènes du film que l'on peut reproduire, telle que celle où les Blues Brothers sautent le pont qui est en train de se relever.